# Gerhard Gentzen
Gerhard Gentzen (ur. 24 listopada 1909 w Greifswaldzie, zm. 4 sierpnia 1945 w Pradze) – niemiecki matematyk i logik. Prace Gentzena w dziedzinie logiki miały duży wpływ na powstanie systemów dowodzenia twierdzeń.

## Życiorys
Gentzen był studentem Bernaysa na uniwersytecie w Getyndze. Po zwolnieniu Bernaysa jako "niearyjczyka" w kwietniu 1933, promotorem jego pracy doktorskiej został Hermann Weyl. Mimo to, aż do wybuchu II wojny światowej Gentzen nadal utrzymywał kontakty z Bernaysem, ryzykując tym własną karierę. Korespondował też z Fraenkelem, przebywającym wówczas w Jerozolimie. W latach 1935–1936, pracujący w Princeton Hermann Weyl czynił wysiłki, by ściągnąć Gentzena do Stanów Zjednoczonych.
W latach 1935–1939 Gentzen był asystentem Hilberta w Getyndze. Latem 1942 złożył w Getyndze pracę habilitacyjną pt. "Dowodzenie i niedowodzenie ograniczonej indukcji transskończonej w elementarnej teorii liczb, a po uzyskaniu stopnia uzyskał prawo do nauczania na uniwersytetach. Od 1943 roku był wykładowcą na Uniwersytecie Karola w Pradze. Po aresztowaniu przez sowietów 7 maja 1945 roku przebywał w skrajnie ciężkich warunkach i zmarł w wyniku chorób, jakich się wtedy nabawił.
Główne prace Gentzena dotyczyły podstaw matematyki, teorii dowodu, dedukcji naturalnej i rachunku sekwentów.
W roku 1936 Gentzen udowodnił za pomocą indukcji pozaskończonej rzędu ε0 niesprzeczność arytmetyki Peana.